# Ducado de Atenas
El Ducado de Atenas fue un estado instituido en 1205 en las regiones griegas del Ática, Beocia, Lócrida y Megárida tras la conquista del Imperio bizantino por los francos durante la Cuarta Cruzada.
En la actualidad, el Rey de España ostenta vestigialmente el título de duque de Atenas junto con el de duque de Neopatria.

## Institución del Ducado

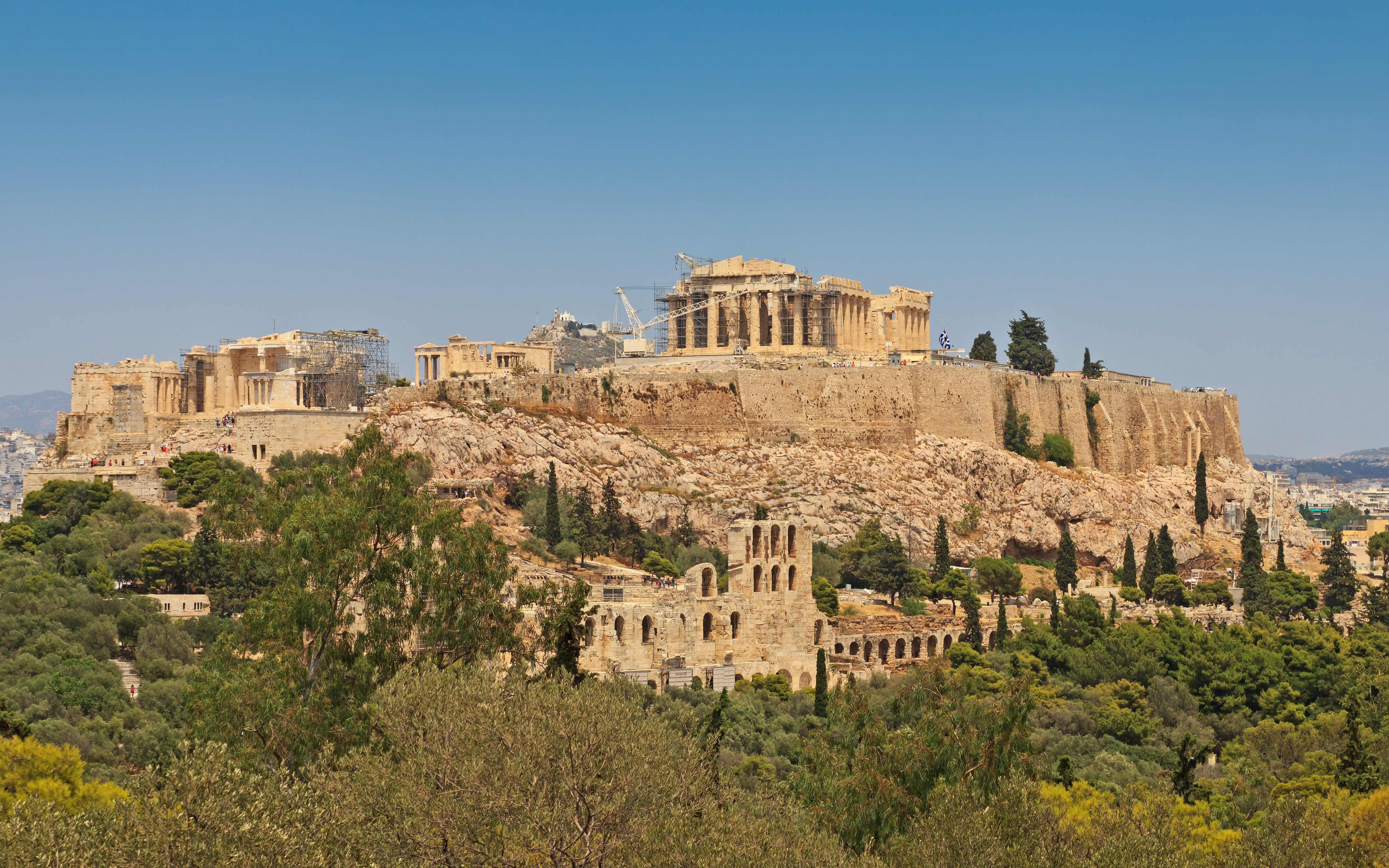
La Acrópolis de Atenas, donde se localizaba el edificio del palacio ducal.

Tras el declive de la época clásica, y ya en la Edad Media, la ciudad de Atenas sufrió un grave proceso de deterioro, agravado a partir del siglo XI por su posición geográfica que la alejaba de la influencia latina pero no terminaba de ser territorio de interés para el Imperio bizantino. Esta situación provocó oleadas de saqueos, los más graves a mediados del siglo XII por los normandos.
En esta situación, Bonifacio de Montferrato ocupó la ciudad sin grandes esfuerzos en 1204 y se la cedió junto a Tebas a Otón de la Roche, señor de Ray, un caballero menor borgoñón procedente del Franco Condado y de la Cuarta Cruzada, en 1205. Otón fue nombrado Gran Señor de Atenas y Tebas por lo que para algunos historiadores esta es la constitución del Ducado, ya que fue conocido como tal desde esa fecha, para otros el feudo se constituyó formalmente en 1260, cuando su hijo y sucesor Guido I obtuvo el título de duque y el ducado fue reconocido oficialmente.
Atenas fue originalmente un estado vasallo del Reino de Tesalónica pero tras la captura de este por el bizantino Teodoro Comneno Ducas, déspota de Epiro, el ducado pasó a ser vasallo del Principado de Acaya o de Morea. 
Bajo el gobierno de la familia De la Roche la ciudad y el ducado disfrutaron de una gran prosperidad, siendo la ciudad renovada y convirtiéndose en un centro cortesano de primer orden, en la que la Acrópolis servía de palacio ducal. El estado construido alrededor de Atenas se convirtió en el más poderoso y pacífico de los estados latinos creados en Grecia y sus instituciones se tornaron totalmente francesas.

## Dominio aragonés

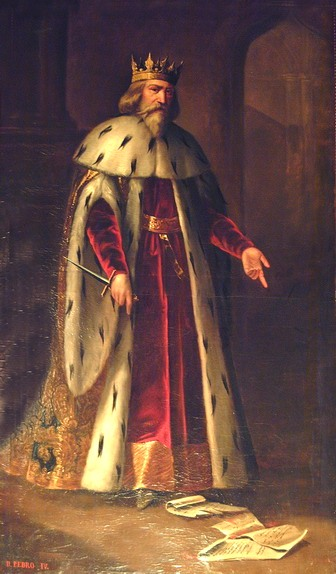
Pedro IV de Aragón.

El ducado fue gobernado por la familia De la Roche desde 1205 hasta 1308. A la muerte de Guy II en 1308 el parlamento ateniense eligió al conde de Brene Gualterio V de Brienne como sucesor, ya que este era hijo de Isabel de La Roche, heredera de Tebas. Su mujer aunque de forma muy breve también gobernó sobre la ciudad.
En 1310 Gualterio recurrió a las tropas almogávares de la Gran Compañía Almogávar para hacer frente al rey de Tesalia, venciendo a este último. Cabe recordar que los almogávares se habían instalado en Tesalia como república militar independiente entre 1309 y 1310. Al no pagar a los almogávares las cantidades estipuladas, estos se sublevaron y vencieron a De Brene en la batalla del río Cefiso el 13 de marzo de 1311, tras la que expulsaron a los francos y tomaron el control del Ducado y proclamaron nuevo señor de Atenas y Tebas al rey Federico II de Sicilia, al cual habían servido anteriormente. El ducado quedó ligado al rey de Sicilia que solía dejar el gobierno en manos de sus hijos menores o de un vicario general. Los almogávares reemplazaron el francés por el catalán como lengua oficial y las leyes derivadas de las bizantinas del Principado de Acaya por las aragonesas. Los herederos de Gualterio continuaron reclamando el ducado pero tan solo fueron reconocidos en Argos y Nauplia.

Actividad de la Corona de Aragón en Grecia.

Entre 1318 y 1319 los almogávares conquistaron Siderocastro y el sur de Tesalia y crearon el Ducado de Neopatria unido al de Atenas. Parte de Tesalia fue tomada por los serbios en 1337 de la mano de Stefan Dusan.
En 1379 la Compañía Navarra, al servicio del emperador latino Jaime de Baux, conquistó Tebas y parte de Neopatria, mientras que los aragoneses mantenían la parte restante del Ática y Neopatria.
Tras la muerte de Federico III de Sicilia el simple en 1377, el ducado pasó a María de Sicilia y posteriormente a Leonor de Sicilia, esposa de Pedro IV de Aragón, el ceremonioso, al que los habitantes y nobles de la ciudad reconocieron como soberano en 1379, año en el que los aragoneses del ducado piden que el ducado se incorpore de forma perpetua a la Corona de Aragón.

## Dominio florentino y veneciano

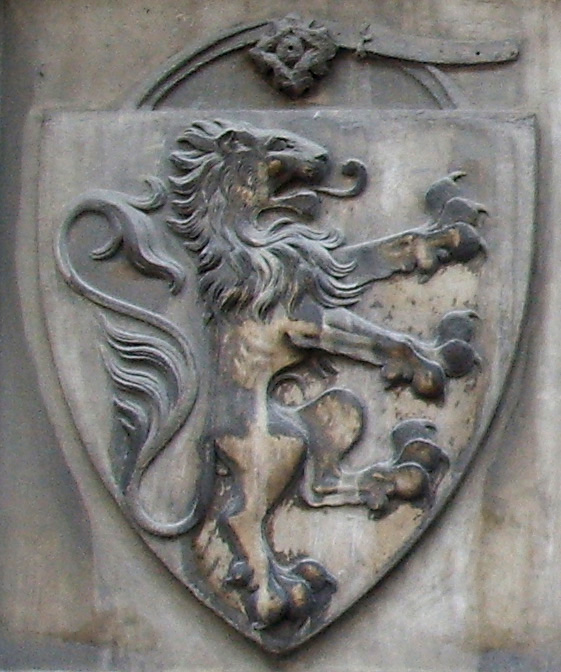
Escudo de la familia Acciajuoli.

Rainiero o Nerio Acciajuoli, que intentaba la conquista del ducado desde 1385 tomó la ciudad en 1388, mientras que el ducado de Neopatria fue tomado en 1390. A partir de este momento el Ducado pertenecerá a la familia florentina de los Acciajuoli hasta la conquista otomana, con un breve paréntesis entre 1395 y 1402, en el que Venecia controló el Ducado. Durante este periodo se instalaron en la ciudad numerosos mercaderes florentinos. A partir de 1415 pasó a ser tributario del Imperio otomano.

## Conquista otomana

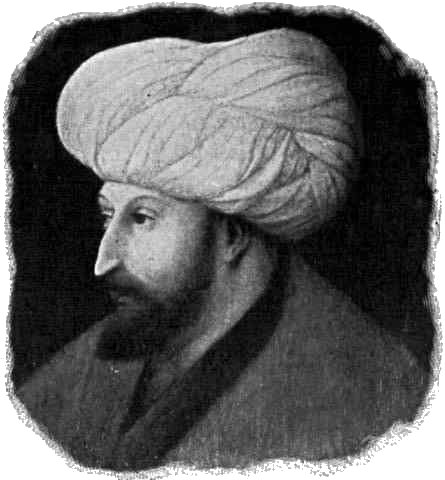
El sultán Mehmed II.

En 1444 Atenas pasó a ser tributaria de Constantino XI Paleólogo, déspota de Morea y heredero del trono bizantino. En 1456, tras la toma de Constantinopla por los otomanos, Franco o Francisco, último duque cristiano de Atenas rindió la Acrópolis a los turcos, liderados por Omar, hijo de Turakhán. En 1458 la ciudad fue visitada por el sultán Mehmet II quién ante la belleza de los edificios de Atenas y de los muelles de El Pireo exclamó: “El Islam tiene pendiente una deuda con el hijo de Turakhán”.[cita requerida]
Tras la conquista otomana los puestos de la administración de justicia y de recaudación de impuestos cayeron sobre funcionarios locales aunque tuvieron que soportar la nueva carga del tributo de niños.[cita requerida]
La República de Venecia, en la guerra de Morea, controló la ciudad en 1687 durante unos meses, regresando de nuevo a manos turcas y la sometió a asedio entre 1687 y 1688, durante el cual, los turcos usaron el Partenón como polvorín, siendo gravemente dañado durante un ataque veneciano.

## Duques de Atenas

### Familia de la Roche
- Otón de la Roche (1205-1225)
- Guido I de la Roche (1225-1263)
- Juan I de la Roche (1263-1280)

Ducado bajo los de la Roche.

- Guillermo I de la Roche (1280-1287)
- Guido II de la Roche (1287-1308)

### Familia de Brienne

Ducado bajo los de Brienne.

El parlamento de Atenas eligió al conde de Brienne para suceder a Guy, pero este fue depuesto por los aragoneses. Los herederos de Brienne continuaron reclamando el ducado, pero solo fueron reconocidos en Argos y Nauplia.
- Gualterio V de Brienne (1308-1311)
- Juana de Châtillon (1311-1354)
- Gualterio VI de Brienne (1311-1356)
- Isabel de Brienne (1356-1360)
- Sohier de Enghien (1356-1367)
- Gualterio IV de Enghien (1367-1381)
- Luis de Enghien (1381-1394)

### Dominio aragonés

Ducado bajo la Corona de Aragón.

- Roger Desllor o Deslaur (1311-1312). Caballero rosellonés del entorno de Gualter de Brene.
- Manfredo de Sicilia y de Anjou o Manfredo de Aragón (1312-1317). Hijo del rey Federico II de Sicilia
  - Berenguer Estanyol (1312-1317). Vicario de Manfredo
- Guillermo de Sicilia y de Anjou o Guillermo II de Aragón (1317-1338). Hijo del rey Federico II de Sicilia
- Alfonso Federico de Sicilia o de Aragón (1317-1338). Señor de Negroponto, hijo bastardo de Federico II
- Juan de Sicilia o Juan II, marqués de Randazzo, hijo de Federico II (1338-1348)
- Federico I de Atenas (1348-1355) Marqués de Randazo, hijo de Juan II
- Federico III de Sicilia el Simple (1355-1377) Primo de Federico I de Atenas
  - Luis Federico de Aragón, conde de Salona y vicario de Federico III (1375-1380)
- María de Sicilia, hija de Federico III (1377-1381).
- Pedro IV de Aragón (1381-1388)
  - Mateo de Moncada
  - Roger de Lauria
  - Mateo de Peralta
  - Luis Federico de Aragón
  - Dalmau VI de Rocabertí o Dalmau IV, vizconde de Rocabertí
  - Bernat de Cordella

### Dominio italiano (florentino y veneciano)
- Nerio I Acciaioli (1388-1394)

Ducado bajo los Acciaiuoli.

- Antonio I Acciaioli bajo regencia de Francisca Acciaioli (1394-1395)
- Bajo poder de la República de Venecia (1395-1402)
- Antonio I (1402-1435)
- Nerio II Acciaioli (1435-1439)
- Antonio II Acciaioli (1439-1441)
- Nerio II (1441-1451)
- Bartolomeo Contarini, esposo de la viuda de Nerio II, Clara Zorzi (1451-1454)
- Francesco I Acciaioli (1451-1454)
- Francesco II, hijo de Antonio II (1454-1460)
- Conquista Otomana (1456)